# ЗИЛ-4112Р
ЗИЛ-4112Р — проект автомобиля представительского класса с кузовом типа лимузин.

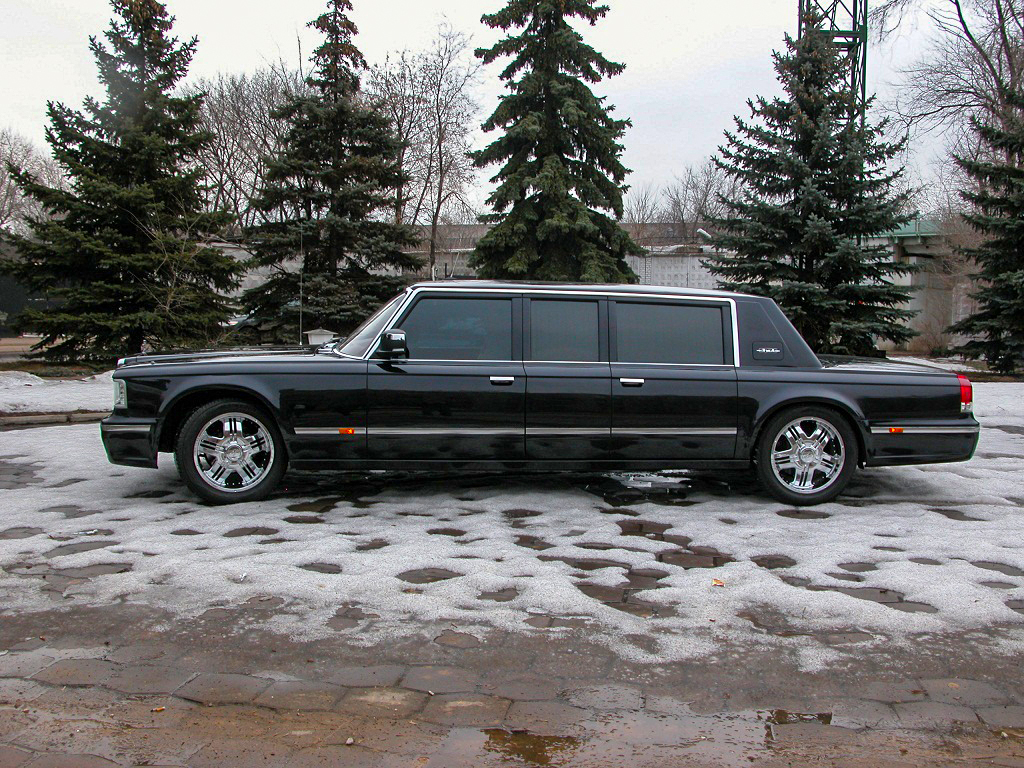
ЗИЛ-4112Р на фоне елей

## История создания
С 1995-1996 годов президент РФ Борис Ельцин пересел на бронированный на заводе-производителе специально для него удлинённый Mercedes 600 Pullmann, однако с 2004-2006 годов появляется идея создания собственного лимузина. В 2004 году компании «АМО ЗИЛ» (Завод имени Лихачёва) и ЗАО «Депо-Зил» открыли совместный проект по производству нового поколения правительственных лимузинов под изначальным названием «Монолит».
Были разработаны эскизы дизайна кузова нового автомобиля, а также техническая модель в масштабе 1:5. В 2006 году работу над проектом возобновили. Внешний вид ЗИЛ-4112Р, а также его эмблему на конкурсной основе разработал московский дизайнер Гера Калитин. Работу над созданием нового правительственного ЗИЛа возглавили Сергей Соколов и Сергей Рожков. В декабре 2011 года Сергей Рожков скончался, и буква Р в конце названия марки заложена в его честь в ознаменование вклада Рожкова в разработку автомобиля. В 2012 году первый автомобиль ЗИЛ-4112Р был завершён в своём производстве и увидел свет.
По словам Сергея Соколова в интервью «Известиям», в модели ЗИЛ-4112Р конструкторы хотели показать преемственность машины и продолжить линейку лимузинов представительского класса, на которых ездили первые лица страны. Планировалось изменить дизайн, эргономику салона, ходовые качества, а также системы охлаждения и питания. Почти ни одна деталь в новом авто не совпадает со старой. В «Депо-Зил» оценивают свой лимузин как стоящий на одном уровне или даже чуть выше с лимузинами от Maybach и Rolls-Royce по ходовым и пользовательским качествам.

## Конструкция и технические характеристики
Новый ЗИЛ-4112Р представляет собой не модификацию ЗИЛ-41047, а совершенно новый автомобиль, наследующий при этом черты прошлых. По сравнению с предшественником колёсная база нового лимузина увеличена на 200 мм, при этом сама машина стала короче на 110 мм. От старой рамы остались только передние и задние элементы, а от старого кузова были интегрированы в новый лишь капот и дверные ручки, все остальные компоненты были разработаны заново, от карбоновых бамперов до раскрывающихся друг навстречу другу в стиле Lincoln Continental 60-х годов задних дверей c безопасными замками оригинальной конструкции, позволяющими обойтись без промежуточных стоек.
В машине установлен двигатель ЗИЛ-4104 с алюминиевым литым блоком цилиндров, с компоновкой V8, объёмом 7,7 литра, степенью сжатия 9,3 и углом развала 90 градусов. В двигателе использованы инжектор с многоточечным впрыском и распредвалы с верхним расположением, в результате чего он стал намного эластичнее своей карбюраторной версии и развивает около 400 л. с. мощности при 4400-4600 оборотов в минуту и 610 Нм крутящего момента при 2500-2700 оборотов в минуту. Из новшеств здесь были применены дроссельная заслонка оригинальной конструкции, система охлаждения с двумя электровентиляторами и бесконтактное электронное распределение зажигания. Система выхлопа имеет 4 каталитических нейтрализатора и соответствует стандарту Евро-4.
С двигателем агрегатируется пятиступенчатая планетарная автоматическая трансмиссия Allison 1000. Передняя подвеска независимая торсионная, задняя — зависимая на продольных полуэллиптических рессорах. И передняя, и задняя подвески оборудованы двойными телескопическими амортизаторами и снабжены стабилизаторами поперечной устойчивости. Рулевое управление типа «винт-гайка», с гидроусилителем руля. Также предусмотрен и вариант с реечным рулевым механизмом. Тормоза двухконтурные дисковые вентилируемые с антиблокировочной системой и системой курсовой устойчивости; парковочный тормоз — барабанный. Шины — размерностью 18 или 20 дюймов, есть две опции.
Автомобиль оснащён двойным раздельным климат-контролем (разделение идёт при помощи плоской струи воздуха посередине вдоль пассажирского салона), баром, холодильником, подушками безопасности, электроприводами шторок и сидений. В стекло, отделяющее салон пассажиров от водительского салона, вмонтирован жидкокристаллический телевизор. Имеется полноразмерное запасное колесо, спрятанное в специальную нишу багажника без уменьшения его объёма. При отделке салона применена натуральная кожа бежевого цвета и ценные сорта дерева. В заднем салоне четыре пассажирских сиденья, из них два — основные, лицом по ходу движения и два — дополнительные, раскладывающиеся электроприводом, расположены лицом против хода движения.
Автомобиль не бронирован. Ещё в 2012 г. (пока завод ещё существовал) производитель предлагал бронекапсулу подобно ЗИЛ-41052.

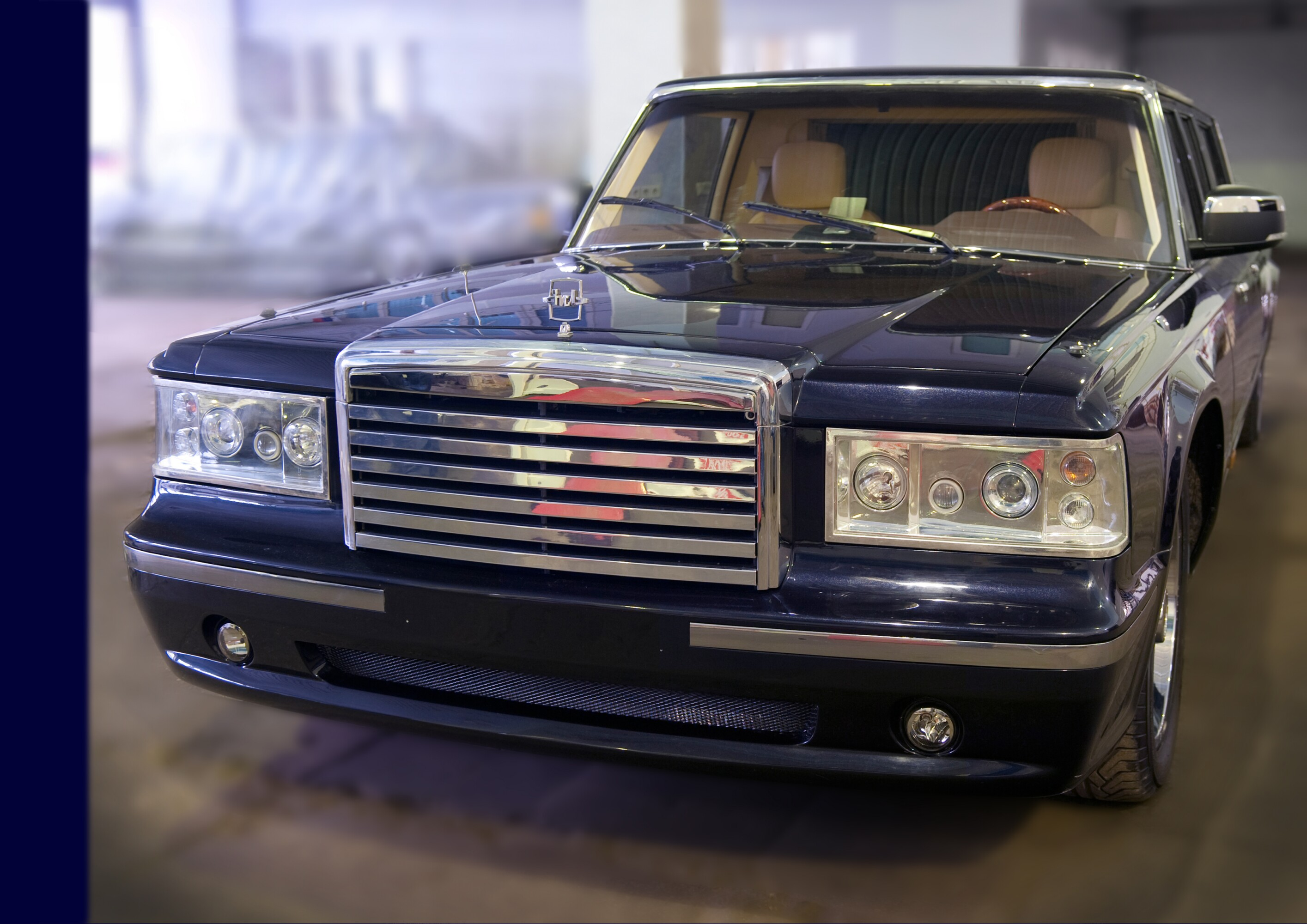
Массивная решётка радиатора ЗИЛ-4112Р

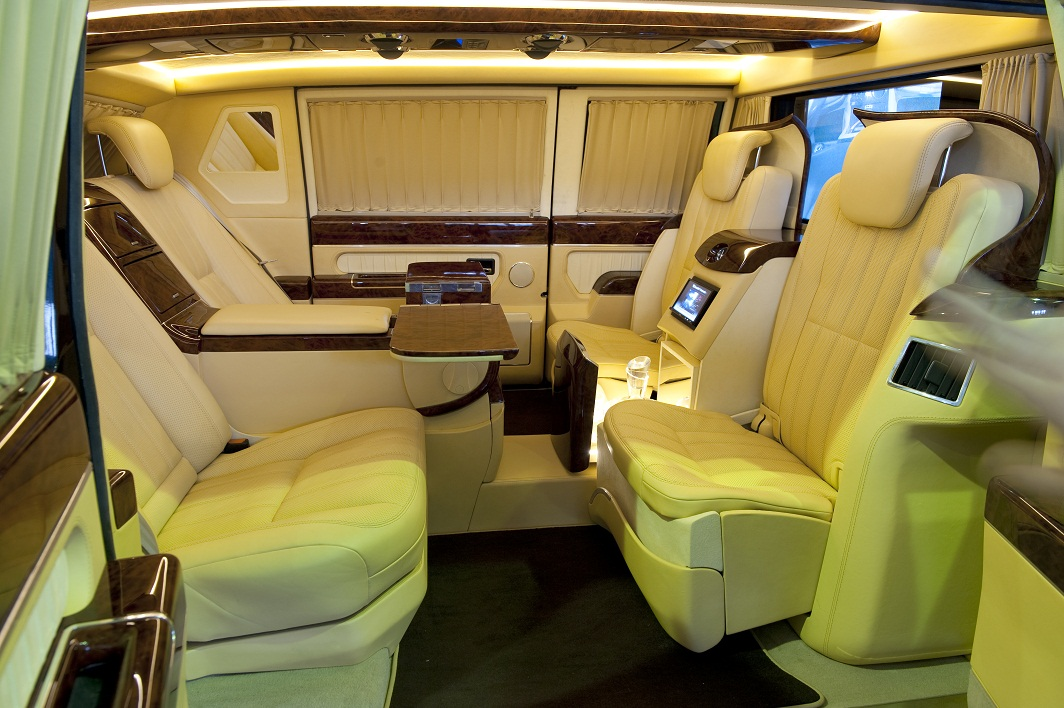
Пассажирский салон ЗИЛ-4112Р

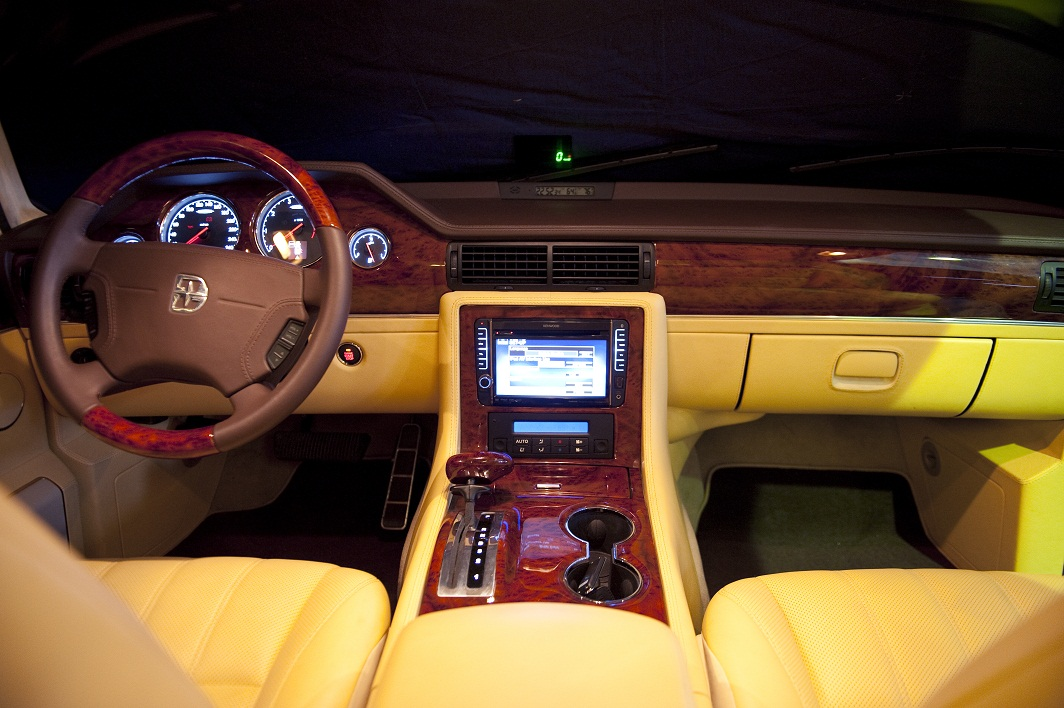
Водительский салон и панель управления ЗИЛ-4112Р

## Применённые в автомобиле технические новшества
Блок климатической установки для автомобиля был создан в Нижнем Новгороде. Разработчикам была поставлена задача разделить задний салон на зоны с разной температурой. Задача была решена с помощью «люстры», создающей невидимую, но эффективную воздушную завесу. Разница в температуре в контролируемых зонах составляет до шести градусов Цельсия. Ни в одной другой машине, по информации зиловцев, такого нет. «Мерседесы» и «Майбахи» являются многозонными условно, потому что воздух в салоне у этих лимузинов все равно перемешивается. На эту оригинальную систему климат-контроля производители лимузина получили патент.
Был оформлен также патент на конструкцию «дверного узла». На большинстве лимузинов передняя и задняя дверь разделены сплошной стенкой достаточной длины. Многие производители заинтересованы были бы заменить её на ещё одну, среднюю дверь, так, чтобы средняя и задняя дверь распахивались в разные стороны, и чтобы между ними не было стойки, и оставался только широкий, длиной приблизительно два метра, дверной проём, но при этом не удается обеспечить необходимую жесткость кузова. Однако при разработке ЗИЛ-4112Р это получилось: благодаря «умной» системе замков в закрытом состоянии средняя дверь встраивается в силовую структуру кузова и превращается, таким образом, в среднюю стойку. Некоторые производители просили ЗИЛ продать им эту технологию.

## Дальнейшая судьба проекта
В проект создания нового правительственного лимузина, по разным данным, его акционерами и частными вкладчиками было вложено до 10 миллионов евро.
Далее, по некоторым сообщениям в прессе, Владимир Путин опробовал созданный для него лимузин, при этом президент остался неудовлетворённым представленным ему специалистами Депо-ЗИЛ лимузином; но другие источники эту информацию опровергают: по их сведениям, глава государства не осматривал автомобиль и обязательных при госприёмке тестов со стороны ГОН и ФСО не производилось, а на деле автомобиль был представлен в 2012-2013 годах министрам обороны Шойгу и промышленности и торговли Мантурову и получил от них высокую оценку.
В настоящее время появилась информация, что автомобиль, произведённый в единственном экземпляре, выставлен на продажу. При этом, согласно утверждениям работников Депо-ЗИЛ, была возможность создать серийное производство лимузина при наличии заказчиков.